# Мали бунтовник
„Мали бунтовник” је југословенска телевизијска серија снимљена 1976. године у продукцији ТВ Загреб.

## Улоге
| Глумац                | Улога |
| --------------------- | ----- |
| Слободан Димитријевић |       |
| Вања Драх             |       |
| Власта Кнезовић       |       |
| Ведран Гргурић        |       |
| Нева Росић            |       |

Комплетна ТВ екипа  ▼
| Редитељ    | Владимир Герић |          |
| Сценариста | Франце Бевк    | (новела) |